# 伯太藩
野本藩（日语：／ Nomoto-han */?）是日本武藏國比企郡野本的藩，寬文元年11月8日（1661年12月29日）創藩，由於存在其陣屋設於河內國志紀郡大井的說法，因此也稱為大井藩（日语：／ Ōi-han */?），元祿11年（1698年）轉移至和泉國大鳥郡大庭寺而改稱大庭寺藩（日语：／ Obadera-han */?），享保12年4月18日（1727年6月7日）再轉移至和泉國和泉郡伯太而改稱伯太藩（日语：／ Hakata-han */?），明治4年7月14日（1871年8月29日）廢藩。
石高是13,500石，伯太藩時期的藩廳是伯太陣屋，藩校是創建於天保年間（1831年至1844年）的伯太臨時學校（伯太仮学校），人口是2,109戶10,439人。武家屋敷方面，江戶藩邸上屋敷先後設於幸橋內和永田町，下屋敷設於澀谷，藏屋敷位於京橋三丁目。

## 歷史
寬文元年11月8日（1661年12月29日），原本領有武藏國比企郡5村約3,500石的渡邊吉綱就任為大坂定番，獲加增河內國志紀郡、古市郡、丹北郡、和泉國大鳥郡和和泉郡內10,000石，陣屋設於比企郡野本或志紀郡大井。吉綱任內作為幕臣接收松平忠晴的田中城，慶安4年2月22日（1651年4月12日）又作為使者被派遣至德川光友處。寬文8年8月2日（1668年9月8日），吉綱三子渡邊方綱繼位。寬文11年5月10日（1671年6月16日），方綱奉命駐守水口城。延寶8年3月29日（1680年4月28日），尾張藩家臣渡邊長綱之子作為方綱養子而繼位，即渡邊基綱。
元祿11年（1698年），基綱將陣屋轉移至和泉國大鳥郡大庭寺村，武藏國的領地也同時轉移至近江國野洲郡、栗太郡、蒲生郡和高島郡，此舉被認為是取代被改易的外樣和泉陶器藩小出家，從而加強德川譜代在和泉國當地的影響力以及清除在地勢力。享保12年4月18日（1727年6月7日），陣屋再轉移至和泉國和泉郡伯太。享保13年7月19日（1728年8月24日），基綱之子渡邊登綱繼位，明和4年9月10日（1767年10月2日）隱居，由其次子渡邊信綱繼位。
明和9年3月24日（1772年4月26日），信綱次子渡邊伊綱繼位。天明3年4月18日（1783年5月18日），伊綱之弟渡邊豪綱繼位。寬政5年5月16日（1793年6月24日），豪綱長子渡邊春綱繼位。文化7年6月2日（1810年7月3日），春綱之弟渡邊則綱繼位。文政11年11月7日（1828年12月13日），則綱之子渡邊潔綱繼位。弘化4年5月23日（1847年7月5日），潔綱之子渡邊章綱繼位。
文久3年（1863年），伯太藩奉幕府之命在和泉國和泉郡大津村至磯上村的海邊戒備。慶應3年11月15日（1867年12月10日），當時傾向佐幕的章綱與其他譜代大名同樣謝絕上洛。翌年正月16日（1868年2月9日），章綱雖然稱病，不過派遣重臣前往京都以表勤王。同年2月1日（2月23日），伯太藩被新政府軍免去海邊戒備的職務，相對地伯太藩也一度暫時負責管治陸奧會津藩在畿內的舊領，最終也未有參與戊辰戰爭。明治4年7月14日（1871年8月29日），廢藩置縣。

## 歷任藩主
| 家名   | 家格      | 名稱     | 石高     | 領地 |
| ------ | --------- | -------- | -------- | --- |
| 渡邊家 | 譜代 陣屋 | 渡邊吉綱 | 13,500石 | 河內國志紀郡、古市郡和丹北郡 和泉國大鳥郡和和泉郡 武藏國比企郡↓ 河內國志紀郡和古市郡 和泉國大鳥郡和和泉郡 武藏國比企郡                 |
| 渡邊家 | 譜代 陣屋 | 渡邊方綱 | 13,500石 | 河內國志紀郡、古市郡和丹北郡 和泉國大鳥郡和和泉郡 武藏國比企郡↓ 河內國志紀郡和古市郡 和泉國大鳥郡和和泉郡 武藏國比企郡                 |
| 渡邊家 | 譜代 陣屋 | 渡邊基綱 | 13,500石 | 河內國志紀郡和古市郡 和泉國大鳥郡和和泉郡 武藏國比企郡↓ 河內國志紀郡和古市郡 和泉國大鳥郡和和泉郡 近江國野洲郡、栗太郡、蒲生郡和高島郡 |
| 渡邊家 | 譜代 陣屋 | 渡邊登綱 | 13,500石 | 河內國志紀郡和古市郡 和泉國大鳥郡和和泉郡 近江國野洲郡、栗太郡、蒲生郡和高島郡                                                         |
| 渡邊家 | 譜代 陣屋 | 渡邊信綱 | 13,500石 | 河內國志紀郡和古市郡 和泉國大鳥郡和和泉郡 近江國野洲郡、栗太郡、蒲生郡和高島郡                                                         |
| 渡邊家 | 譜代 陣屋 | 渡邊伊綱 | 13,500石 | 河內國志紀郡和古市郡 和泉國大鳥郡和和泉郡 近江國野洲郡、栗太郡、蒲生郡和高島郡                                                         |
| 渡邊家 | 譜代 陣屋 | 渡邊豪綱 | 13,500石 | 河內國志紀郡和古市郡 和泉國大鳥郡和和泉郡 近江國野洲郡、栗太郡、蒲生郡和高島郡                                                         |
| 渡邊家 | 譜代 陣屋 | 渡邊春綱 | 13,500石 | 河內國志紀郡和古市郡 和泉國大鳥郡和和泉郡 近江國野洲郡、栗太郡、蒲生郡和高島郡                                                         |
| 渡邊家 | 譜代 陣屋 | 渡邊則綱 | 13,500石 | 河內國志紀郡和古市郡 和泉國大鳥郡和和泉郡 近江國野洲郡、栗太郡、蒲生郡和高島郡                                                         |
| 渡邊家 | 譜代 陣屋 | 渡邊潔綱 | 13,500石 | 河內國志紀郡和古市郡 和泉國大鳥郡和和泉郡 近江國野洲郡、栗太郡、蒲生郡和高島郡                                                         |
| 渡邊家 | 譜代 陣屋 | 渡邊章綱 | 13,500石 | 河內國志紀郡和古市郡 和泉國大鳥郡和和泉郡 近江國野洲郡、栗太郡、蒲生郡和高島郡                                                         |

## 領地
| 令制國 | 郡             | 領地                                                                                       |
| ------ | -------------- | ------------------------------------------------------------------------------------------ |
| 河內國 | 志紀郡（4村）  | 大井村、北木本村、國府村、田井中村之內                                                     |
| 河內國 | 古市郡（4村）  | 壺井村、大黑村、駒谷村、飛鳥村                                                             |
| 和泉國 | 大鳥郡（11村） | 小代村、大平寺村、大場寺村豐田村、畠藏村、逆瀨川村、畑村、鉢峯寺村、田中村、片藏村、釜室村 |
| 和泉國 | 和泉郡（5村）  | 大津村、板原村、池上村、伯太村、黑島村                                                     |
| 武藏國 | 比企郡（5村）  | 野本村上下、下青鳥村、今泉村、長樂村、葛袋村                                               |

| 令制國 | 郡     | 領地                                                                                                   |
| ------ | ------ | --- |
| 河內國 | 古市郡 | 藏之內村、大黑村、駒谷村（駒ヶ谷村）、飛鳥村                                                                   |
| 河內國 | 志紀郡 | 大井村、國府村、林村、古室村、北木本村                                                                 |
| 河內國 | 丹北郡 | 一津屋村                                                                                               |
| 和泉國 | 大鳥郡 | 豐田村、釜室村、富藏村、畑村、片藏村、逆瀨川村、三木閉村、太平寺村、大庭寺村、小代村、田中村、鉢峯寺村 |
| 和泉國 | 和泉郡 | 春木川村、伯太村、板原村、下條大津村                                                                   |
| 近江國 | 栗太郡 | 蜂屋村                                                                                                 |
| 近江國 | 野洲郡 | 蟲生村、戶田村                                                                                         |
| 近江國 | 蒲生郡 | 竹村、西宿村                                                                                           |
| 近江國 | 高島郡 | 深清水村、岸脇村、大供村、上弘部村、藺生村、永田村                                                     |

## 註解
1. ↑  野本現為埼玉縣東松山市上野本、下野本（日语：野本村）、美土里町、和泉町、幸町、神明町、若松町和箭弓町一帶[1]。
2. ↑  大井現為大阪府藤井寺市大井（日语：道明寺町）、西大井、北條町和川北一帶[4]。
3. ↑  大庭寺現為大阪府堺市南區大庭寺（日语：北上神村）、桃山台和稻葉一帶[4]。
4. ↑  伯太現為大阪府和泉市伯太町（日语：伯太村）、池上町、幸和黑鳥町一帶[4]。
5. ↑  現行對應地名如下：
  - 永田町上屋敷現為東京都千代田區永田町2丁目1[10]。
  - 澀谷下屋敷現為東京都澀谷區東4-4東京都立廣尾高等學校（日语：東京都立広尾高等学校）[11]。
  - 京橋三丁目現為大阪府大阪市東區京橋（日语：京橋 (大阪市)）2丁目[12]。

## 外部連結
- . kotobank （日语）.